# Sky 3D
Sky 3D je 3DTV kanál vysílající v satelitní platformě Sky. Tento kanál zahájil vysílání 3. dubna 2010 fotbalovým zápasem Manchester United vs Chelsea, který byl ve 3D k vidění ve více než tisíci různých hospod po celém Spojeném království. 1. října 2010 se kanál Sky 3D stal dostupným i pro běžné předplatitele Sky. Tento kanál vysílá mix filmů, zábavy a sportu 14 hodin denně.
Sky oznámila, že k propagaci tohoto kanálu odvysílá v roce 2011 dokument s názvem "Flying Monsters 3D", který bude uvádět prominentní moderátor David Attenborough. Sky má také uzavřeny smlouvy se studii Disney, Fox, Universal, Warner Bros., Paramount a DreamWorks, které ji opravňují k vysílání všech nových filmů natočených ve 3D. Sky také natočila taneční vystoupení na britském nádraží St Pancras ve 3D jako součást partnerství mezi Sky Arts a English National Ballet.